# 雨花亭街道
雨花亭街道，是中华人民共和国湖南省长沙市雨花区下辖的一个乡镇级行政单位。

## 行政区划
雨花亭街道下辖以下地区：
石马社区筹委会、自然社区筹委会、井塘社区筹委会一、正圆社区、雨新路社区、路桥社区、雅塘村社区、华云社区、新星社区、井塘社区、红星社区筹委会一和自然岭社区。